# Улица Независимости (Чернигов)
Улица Независимости (укр. Вулиця Незалежності) — улица в Новозаводском районе города Чернигова. Пролегает от пересечения улиц Любечская, Общественная, Казацкая и до тупика, исторически сложившаяся местность (район) Масаны. Начало улицы (между улицами Казацкая и Глебова) на сервисе «Яндекс карты» обозначено как часть улицы Любечская.
Примыкают улицы Глебова, Европейская (Освободителей), Нефтяников.

## История
Согласно топографической карте M-36-15, по состоянию местности на 1985-1987 годы улица не была проложена.
Согласно сервису «Google Earth Timelapse», на месте современной улицы была проложена дорога по полю в 1990 году при строительстве нового жилого массива Масаны. Улица связывает жилмассив с остальной частью города, ранее эту роль выполняла улица Красносельского. Была изменена транспортная развязка жилого массива Масаны: проложен новый участок дороги (между ж/д линией и улицей Глебова), напрямую связавший улицы Независимости и Казацкую, который в свою очередь изменил трассировку улиц Красносельского (отделил от Любечской) и  Любечскую (разделил на два участка).
В 1991 году улица получила современное название — в честь Провозглашение независимости Украины в 1991 году. 
Парная сторона начала застраиваться (микрорайоны № 1) в 1991 году, непарная сторона (микрорайон № 3) — в 2015 году. К 2011 году все дома парной стороны (№№ 12-82, кроме № 12Б) были сданы в эксплуатацию. В 2010 году сдан в эксплуатацию 17-этажный дом (дом № 24) и в 2011 году — другой 16-17-этажный дом (дом № 12). Дома являются одними из самых высоких в городе. С 2016 года и по настоящее время вводятся в эксплуатацию дома микрорайона № 3.
В 1994 году был открыт первый на районе детсад № 75, второй детсад № 3 — 30 сентября 2019 года. 
После вхождения в черту города Чернигова села Александровка 8 июля 1999 года, появилась ещё одна улица Независимости, которая 12 ноября 2002 года была переименована на улицу Вострышева.
21 декабря 2010 года действующий троллейбусный маршрут № 6 был продлён на 1,8 км далее на северо-запад по улице Независимости, связав Масаны с другими районами города. 19 декабря 2016 года улица Независимости стала участком нового троллейбусного маршрута № 11, который связал крайние восточный и западный районы города Бобровицу и Масаны.

## Застройка
Улица пролегает в северо-западном направлении. До примыкания улицы Глебова имеет по два ряда движения в обе стороны, далее — по одному. При примыкании улиц Глебова и Любечской обустроена кольцевая транспортная развязка. Нет ни одного светофора. 
Парная сторона улицы занята многоэтажной жилой застройкой (относится к улице Красносельского), нежилой застройкой (боулинг, рынок, магазины), далее многоэтажной жилой застройкой (8-9-этажные дома, по одному 13- 16-17- и 17-этажному дому) — микрорайоны № 1 и 2 жилмассива Масаны. Непарная сторона — частично многоэтажной жилой застройкой (11-этажные дома) — микрорайон № 3 жилмассива Масаны, большая часть не застроена. Построен 13-этажный дом № 40 с округлыми углами фасада — один из трёх домов данной серии в городе (другие дом № 15А улицы Текстильщиков и дом № 17 улицы Генерала Белова).
Вдоль улицы между домами №№ 56 и 64 обустроена придомовая территории — разбит сквер в 2020 году.
|              |                                         |            |                                   |
| начало улицы | справа парная сторона, слева — непарная | школа № 35 | конец улицы: слева парная сторона |

Учреждения:
1. дом № 2 — церковь 2000-летия Рождества Христова
2. дом № 12 А — развлекательный комплекс «Базис»
3. дом № 14 А — ЖЭК № 13
4. дом № 20 — детсад № 75
5. дом № 42 А — школа № 35
6. дом № 54 А — детсад № 3 «Детская академия»

Мемориальные доски:
1. дом № 16 — «Улица Освободителей» «Наименована в дань вечной памяти и уважения воинам 13-й и 61-й армий, которые брали участие в освобождении Чернигова от немецко-фашистских захватчиков в сентябре 1943 года» — комментарий именования улицы Освободителей
2. дом № 42 А —  участнику антитеррористической операции на востоке Украины Максиму Александровичу Ковалю — на здании школы № 35, где учился